# Asociación Nacional de Directores de Banda
La Asociación Nacional de Directores de Banda es una institución española que agrupa al gremio de los directores de banda, fundada en 1931.

## Historia
La Asociación Nacional de Directores de Banda se funda en 1931, pocos meses después de la Segunda República. Entre sus logros destaca la creación del Cuerpo Técnico Nacional de Directores de Bandas de Música Civiles (1932), la Publicación del Reglamento (1934), del Escalafón (1935) y del Colegio Oficial de Directores (1952)
En su punto álgido llegó a contar con 650 socios.
El Cuerpo Nacional de Directores desaparecerá en 1986 tras la aprobación de la nueva Ley de Administraciones Públicas.

## La Refundación
En el año 2009, a través de las propuestas de los Congresos Nacionales de Yecla y Alcoy se refunde la ANDB.